# Estland op de Olympische Zomerspelen 2020
Estland neemt deel aan de Olympische Zomerspelen 2020 in Tokio, Japan.

## Medailleoverzicht
| Medaille | Naam                                                    | Sport    | Onderdeel  | Datum   |
| -------- | ------------------------------------------------------- | -------- | ---------- | ------- |
| Goud     | Julia Beljajeva Irina Embrich Erika Kirpu Katrina Lehis | Schermen | degen team | 27 juli |
|          |                                                         |          |            |         |
| Brons    | Katrina Lehis                                           | Schermen | degen      | 24 juli |

## Atleten
Hieronder volgt een overzicht van de atleten die zich reeds hebben verzekerd van deelname aan de Olympische Zomerspelen 2020.
| sport        | mannen | vrouwen | totaal |
| ------------ | ------ | ------- | ------ |
| Atletiek     | 6      | 1       | 7      |
| Boogschieten | 0      | 1       | 1      |
| Badminton    | 1      | 1       | 2      |
| Judo         | 1      | 0       | 1      |
| Roeien       | 4      | 0       | 4      |
| Schermen     | 0      | 4       | 4      |
| Schietsport  | 1      | 0       | 1      |
| Tennis       | 0      | 1       | 1      |
| Triatlon     | 0      | 1       | 1      |
| Worstelen    | 1      | 1       | 2      |
| Wielersport  | 2      | 1       | 3      |
| Zeilen       | 1      | 1       | 2      |
| Zwemmen      | 2      | 1       | 3      |
| totaal       | 19     | 14      | 33     |

## Sporten

### Atletiek
Mannen
Loopnummers
| atleet        | onderdeel    | series | series | kwartfinale | kwartfinale | halve finale | halve finale | finale   | finale |
| atleet        | onderdeel    | tijd   | rang   | tijd        | rang        | tijd         | rang         | tijd     | rang   |
| ------------- | ------------ | ------ | ------ | ----------- | ----------- | ------------ | ------------ | -------- | ------ |
| Rasmus Mägi   | 400 m horden | 48,73  | 2 Q    | n.v.t.      | n.v.t.      | 48,36 NR     | 2 Q          | 48,11 NR | 7      |
| Roman Fosti   | marathon     | n.v.t. | n.v.t. | n.v.t.      | n.v.t.      | n.v.t.       | n.v.t.       | 2:25.37  | 67     |
| Tiidrek Nurme | marathon     | n.v.t. | n.v.t. | n.v.t.      | n.v.t.      | n.v.t.       | n.v.t.       | 2:16.16  | 26     |

Meerkamp
| atleet       | onderdeel | onderdeel | 100 m | vs   | ks    | hs   | 400 m | 110 h | dw    | ph      | sw    | 1500 m  | finale | rang |
| ------------ | --------- | --------- | ----- | ---- | ----- | ---- | ----- | ----- | ----- | ------- | ----- | ------- | ------ | ---- |
| Johannes Erm | tienkamp  | res.      | 11,04 | 7,36 | 14,60 | 1,99 | 48,25 | 14,55 | 45,72 | 4,80    | 58,41 | 4.28,42 | 8213   | 11   |
| Johannes Erm | tienkamp  | pnt.      | 852   | 900  | 765   | 794  | 897   | 905   | 782   | 849     | 714   | 755     | 8213   | 11   |
| Karel Tilga  | tienkamp  | res.      | 11,31 | 6,77 | 15,25 | 2,02 | 50,48 | 16,10 | 41,31 | No Mark | 73,36 | 4.38,24 | 7018   | 20   |
| Karel Tilga  | tienkamp  | pnt.      | 793   | 760  | 805   | 822  | 793   | 722   | 691   | 0       | 941   | 691     | 7018   | 20   |
| Maicel Uibo  | tienkamp  | res.      | 11,32 | 7,37 | 13,95 | 2,02 | 50,82 | 14,83 | 46,38 | 5,50    | 50,64 | 4.38,64 | 8037   | 15   |
| Maicel Uibo  | tienkamp  | pnt.      | 791   | 903  | 725   | 822  | 777   | 870   | 795   | 1067    | 598   | 689     | 8037   | 15   |

Vrouwen
Technische nummers
| atlete        | onderdeel   | kwalificaties       | kwalificaties       | finale         | finale         |
| atlete        | onderdeel   | afstand             | rang                | afstand        | rang           |
| ------------- | ----------- | ------------------- | ------------------- | -------------- | -------------- |
| Ksenija Balta | verspringen | geen geldige poging | geen geldige poging | niet geplaatst | niet geplaatst |

### Badminton
Mannen
| atleet    | onderdeel | groepsfase             | groepsfase              | groepsfase           | groepsfase | eliminatie           | kwartfinale          | halve finale         | finale / BM          | finale / BM |
| atleet    | onderdeel | tegenstander uitslag   | tegenstander uitslag    | tegenstander uitslag | rang       | tegenstander uitslag | tegenstander uitslag | tegenstander uitslag | tegenstander uitslag | rang        |
| --------- | --------- | ---------------------- | ----------------------- | -------------------- | ---------- | -------------------- | -------------------- | -------------------- | -------------------- | ----------- |
| Raul Must | enkelspel | Chen L V (10-21, 9-21) | P Abián V (7-21, 11-21) | n.v.t.               | 3          | niet geplaatst       | niet geplaatst       | niet geplaatst       | niet geplaatst       | 15          |

Vrouwen
| atlete        | onderdeel | groepsfase                | groepsfase                        | groepsfase           | groepsfase | eliminatie           | kwartfinale          | halve finale         | finale / BM          | finale / BM |
| atlete        | onderdeel | tegenstander uitslag      | tegenstander uitslag              | tegenstander uitslag | rang       | tegenstander uitslag | tegenstander uitslag | tegenstander uitslag | tegenstander uitslag | rang        |
| ------------- | --------- | ------------------------- | --------------------------------- | -------------------- | ---------- | -------------------- | -------------------- | -------------------- | -------------------- | ----------- |
| Kristin Kuuba | enkelspel | D Macías W (21–19, 21–13) | B Ongbamrungphan V (16-21, 12-21) | n.v.t.               | 2          | niet geplaatst       | niet geplaatst       | niet geplaatst       | niet geplaatst       | 15          |

### Boogschieten
Vrouwen
| atleet       | onderdeel   | plaatsingsronde | plaatsingsronde | eerste ronde         | tweede ronde         | derde ronde          | kwartfinale          | halve finale         | finale / BM          | finale / BM |
| atleet       | onderdeel   | score           | rang            | tegenstander uitslag | tegenstander uitslag | tegenstander uitslag | tegenstander uitslag | tegenstander uitslag | tegenstander uitslag | rang        |
| ------------ | ----------- | --------------- | --------------- | -------------------- | -------------------- | -------------------- | -------------------- | -------------------- | -------------------- | ----------- |
| Reena Pärnat | individueel | 626             | 53              | D Baránková W 6 – 4  | Lin C-e V 3 – 7      | niet geplaatst       | niet geplaatst       | niet geplaatst       | niet geplaatst       | 17          |

### Judo
Mannen
| atleet           | onderdeel | eerste ronde          | tweede ronde         | kwartfinale          | halve finale         | herkansing           | finale / BM          | finale / BM    |
| atleet           | onderdeel | tegenstander uitslag  | tegenstander uitslag | tegenstander uitslag | tegenstander uitslag | tegenstander uitslag | tegenstander uitslag | rang           |
| ---------------- | --------- | --------------------- | -------------------- | -------------------- | -------------------- | -------------------- | -------------------- | -------------- |
| Grigori Minaškin | −100 kg   | Otgonbaatar V 002–011 | niet geplaatst       | niet geplaatst       | niet geplaatst       | niet geplaatst       | niet geplaatst       | niet geplaatst |

### Paardensport

#### Dressuur
| ruiter         | paard      | onderdeel   | Grand Prix | Grand Prix | Grand Prix Special | Grand Prix Special | Grand Prix Freestyle | Grand Prix Freestyle | totaal         | totaal         |
| ruiter         | paard      | onderdeel   | score      | rang       | score              | rang               | technisch            | artistiek            | uitslag        | rang           |
| -------------- | ---------- | ----------- | ---------- | ---------- | ------------------ | ------------------ | -------------------- | -------------------- | -------------- | -------------- |
| Dina Ellermann | Donna Anna | individueel | 65,435     | 49         | n.v.t.             | n.v.t.             | niet geplaatst       | niet geplaatst       | niet geplaatst | niet geplaatst |

### Roeien
Mannen
| atleet                                                  | onderdeel   | series  | series | herkansingen | herkansingen | kwartfinale | kwartfinale | halve finale | halve finale | finale  | finale |
| atleet                                                  | onderdeel   | tijd    | rang   | tijd         | rang         | tijd        | rang        | tijd         | rang         | tijd    | rang   |
| ------------------------------------------------------- | ----------- | ------- | ------ | ------------ | ------------ | ----------- | ----------- | ------------ | ------------ | ------- | ------ |
| Tõnu Endrekson Allar Raja Kaspar Taimsoo Jüri-Mikk Udam | dubbel-vier | 5.47,12 | 3 H    | 5.56,52      | 2 FA         | n.v.t.      | n.v.t.      | n.v.t.       | n.v.t.       | 5.38,58 | 6      |

Legenda: FA=finale A (medailles); FB=finale B (geen medailles); FC=finale C (geen medailles); FD=finale D (geen medailles); FE=finale E (geen medailles); FF=finale F (geen medailles); HA/B=halve finale A/B; HC/D=halve finale C/D; HE/F=halve finale E/F; KF=kwartfinale; H=herkansing

### Schermen
Vrouwen
| atleet                                                  | onderdeel  | eerste ronde         | tweede ronde         | derde ronde          | kwartfinale          | halve finale         | finale / BM          | finale / BM    |
| atleet                                                  | onderdeel  | tegenstander uitslag | tegenstander uitslag | tegenstander uitslag | tegenstander uitslag | tegenstander uitslag | tegenstander uitslag | rang           |
| ------------------------------------------------------- | ---------- | -------------------- | -------------------- | -------------------- | -------------------- | -------------------- | -------------------- | -------------- |
| Julia Beljajeva                                         | degen      | bye                  | Vitalis W 15-5       | Sato W 15-10         | Popescu V 8-15       | niet geplaatst       | niet geplaatst       | niet geplaatst |
| Erika Kirpu                                             | degen      | bye                  | Hurley V 14-15       | niet geplaatst       | niet geplaatst       | niet geplaatst       | niet geplaatst       | niet geplaatst |
| Katrina Lehis                                           | degen      | bye                  | Trzebińska W 11-10   | Navarria W 15-10     | Fiamingo W 15-7      | Popescu V 11-15      | Murtazaeva W 15-8    | Brons          |
| Julia Beljajeva Irina Embrich Erika Kirpu Katrina Lehis | team degen | n.v.t.               | n.v.t.               | n.v.t.               | Polen W 29-26        | Italië V 42-34       | Zuid-Korea W 36-32   | Goud           |

### Schietsport
Mannen
| atlete       | onderdeel            | kwalificaties | kwalificaties | finale         | finale         |
| atlete       | onderdeel            | punten        | rang          | punten         | rang           |
| ------------ | -------------------- | ------------- | ------------- | -------------- | -------------- |
| Peeter Olesk | 10 m luchtpistool    | 564           | 33            | niet geplaatst | niet geplaatst |
| Peeter Olesk | 25 m snelvuurpistool | 572           | 19            | niet geplaatst | niet geplaatst |

### Tennis
Vrouwen
| atlete          | onderdeel | eerste ronde         | tweede ronde         | derde ronde          | kwartfinale          | halve finale         | finale / BM          | finale / BM    |
| atlete          | onderdeel | tegenstander uitslag | tegenstander uitslag | tegenstander uitslag | tegenstander uitslag | tegenstander uitslag | tegenstander uitslag | rang           |
| --------------- | --------- | -------------------- | -------------------- | -------------------- | -------------------- | -------------------- | -------------------- | -------------- |
| Anett Kontaveit | enkelspel | Sakkari V 5-7, 2-6   | niet geplaatst       | niet geplaatst       | niet geplaatst       | niet geplaatst       | niet geplaatst       | niet geplaatst |

### Triatlon
Individueel
| Atleet        | Evenement | Zwemmen(1.5 km) | Rang 1 | Fietsen (40 km) | Rang 2 | Lopen(10 km) | Totaal Tijd | Ranking |
| ------------- | --------- | --------------- | ------ | --------------- | ------ | ------------ | ----------- | ------- |
| Kaidi Kivioja | Vrouwen   | 21:40           |        | LAPPED          | LAPPED | LAPPED       | LAPPED      | LAPPED  |

### Wielersport

#### Mountainbiken
Vrouwen
| atlete      | onderdeel    | tijd          | rang |
| ----------- | ------------ | ------------- | ---- |
| Janika Loiv | mountainbike | 1:23:17 +7:31 | 17   |

#### Wegwielrennen
Mannen
| atleet        | onderdeel    | tijd     | rang |
| ------------- | ------------ | -------- | ---- |
| Tanel Kangert | wegwedstrijd | 6:15:38  | 46   |
| Tanel Kangert | tijdrit      | 59:05,25 | 22   |
| Peeter Pruus  | wegwedstrijd | DNF      | DNF  |

### Worstelen
Mannen
Grieks-Romeins
| atleet        | onderdeel | eerste ronde         | kwartfinale          | halve finale         | herkansing           | finale / BM          | finale / BM    |
| atleet        | onderdeel | tegenstander uitslag | tegenstander uitslag | tegenstander uitslag | tegenstander uitslag | tegenstander uitslag | rang           |
| ------------- | --------- | -------------------- | -------------------- | -------------------- | -------------------- | -------------------- | -------------- |
| Artur Vititin | −130 kg   | Abdullaev V 0-8      | niet geplaatst       | niet geplaatst       | niet geplaatst       | niet geplaatst       | niet geplaatst |

Vrouwen
Vrije stijl
| atlete  | onderdeel | eerste ronde         | kwartfinale          | halve finale         | herkansing           | finale / BM          | finale / BM    |
| atlete  | onderdeel | tegenstander uitslag | tegenstander uitslag | tegenstander uitslag | tegenstander uitslag | tegenstander uitslag | rang           |
| ------- | --------- | -------------------- | -------------------- | -------------------- | -------------------- | -------------------- | -------------- |
| Epp Mäe | −76 kg    | Wiebe W 5–4          | Minagawa V 0–3       | niet geplaatst       | niet geplaatst       | niet geplaatst       | niet geplaatst |

### Zeilen
Mannen
| atleet            | onderdeel | race | race | race | race | race | race | race | race | race | race | race   | race   | race           | netto punten | eindnotering |
| atleet            | onderdeel | 1    | 2    | 3    | 4    | 5    | 6    | 7    | 8    | 9    | 10   | 11     | 12     | M              | netto punten | eindnotering |
| ----------------- | --------- | ---- | ---- | ---- | ---- | ---- | ---- | ---- | ---- | ---- | ---- | ------ | ------ | -------------- | ------------ | ------------ |
| Karl-Martin Rammo | Laser     | 16   | 13   | 19   | 8    | 1    | 21   | 12   | 25   | 1    | 26   | n.v.t. | n.v.t. | niet geplaatst | 116          | 15           |

Vrouwen
| atlete        | onderdeel | race | race | race | race | race | race | race | race | race | race | race | race | race           | netto punten | eindnotering |
| atlete        | onderdeel | 1    | 2    | 3    | 4    | 5    | 6    | 7    | 8    | 9    | 10   | 11   | 12   | M              | netto punten | eindnotering |
| ------------- | --------- | ---- | ---- | ---- | ---- | ---- | ---- | ---- | ---- | ---- | ---- | ---- | ---- | -------------- | ------------ | ------------ |
| Ingrid Puusta | RS:X      | 15   | 12   | 16   | 10   | 14   | 17   | 17   | 17   | 17   | 18   | 13   | 18   | niet geplaatst | 166          | 16           |

### Zwemmen
Mannen
| atleet          | onderdeel         | series     | series | halve finale   | halve finale   | finale         | finale         |
| atleet          | onderdeel         | tijd       | rang   | tijd           | rang           | tijd           | rang           |
| --------------- | ----------------- | ---------- | ------ | -------------- | -------------- | -------------- | -------------- |
| Martin Allikvee | 200 m schoolslag  | 2.12,60    | 28     | niet geplaatst | niet geplaatst | niet geplaatst | niet geplaatst |
| Kregor Zirk     | 200 m vrije slag  | 1.46,10 NR | 11 Q   | 1.46,67        | 13             | niet geplaatst | niet geplaatst |
| Kregor Zirk     | 400 m vrije slag  | 3.47,05 NR | 15     | n.v.t.         | n.v.t.         | niet geplaatst | niet geplaatst |
| Kregor Zirk     | 100 m vlinderslag | 52,82      | 41     | niet geplaatst | niet geplaatst | niet geplaatst | niet geplaatst |
| Kregor Zirk     | 200 m vlinderslag | 1.57,26    | 25     | niet geplaatst | niet geplaatst | niet geplaatst | niet geplaatst |

Vrouwen
| atlete         | onderdeel        | series  | series | halve finale   | halve finale   | finale         | finale         |
| atlete         | onderdeel        | tijd    | rang   | tijd           | rang           | tijd           | rang           |
| -------------- | ---------------- | ------- | ------ | -------------- | -------------- | -------------- | -------------- |
| Eneli Jefimova | 100 m schoolslag | 1.06,79 | 14 Q   | 1.07,58        | 16             | niet geplaatst | niet geplaatst |
| Eneli Jefimova | 200 m schoolslag | 2.27,87 | 27     | niet geplaatst | niet geplaatst | niet geplaatst | niet geplaatst |